# Vassincourt
 Vassincourt  là một xã thuộctỉnh Meuse trong vùng Grand Est đông bắc nước Pháp. Xã này nằm ở khu vực có độ cao trung bình 186 mét trên mực nước biển. Dân số theo điều tra năm 1999 của INSEE là 265 người.